# 허락해주세요
허락해주세요(Please Permit)는 한국에서 제작된 김다운 감독의 2005년 영화이다. 한장수 등이 주연으로 출연하였다.

## 출연
- 한장수
- 이복희

## 제작진
- 조명: 박범재
- 음향: 박지원